# اره‌کوسه
اره‌کوسه در خانوادۀ اره‌کوسگان (نام علمی: Pristiophoridae) نام یک تیره از راسته اره‌کوسه‌سانان است. این کوسه‌ها دماغی دراز دارند که روی آن همچون دندانه دندان‌هایشان قرار گرفته است که با آن به طمعه حمله می‌کنند. این تیره در دریاهای آفریقای جنوبی تا استرالیا و ژاپن دیده می‌شود.